# Blue Period (manga)
Pour l'album de musique, voir Blue Period.
Blue Period (ブルーピリオド, Burū Piriodo) est un seinen manga écrit et dessiné par Yamaguchi Tsubasa. Il est prépublié depuis le 24 juin 2017 dans le Monthly Afternoon, puis publié en volumes reliés par l'éditeur japonais Kōdansha. La version française est éditée par Pika Édition depuis le 20 janvier 2021.
Une adaptation en anime par le studio Seven Arcs est diffusée entre octobre et décembre 2021 sur Netflix. Au Japon, une adaptation théâtrale est jouée du 25 mars au 3 avril 2022 au Galaxy Theatre de Tokyo. Un film live sort le 9 août 2024.

## Synopsis
Yatora Yaguchi est un élève assez populaire qui excelle dans ses études à l'école, mais qui a souvent affaire au vide intérieur et aux frustrations. Un jour, il est devenu tellement fasciné par une peinture au club d'art de son lycée que cela l'a inspiré à s'essayer à la peinture. Plus tard, il a été inspiré par un ami Ryuji et a ensuite rejoint le club d'art, devenant plus profondément impliqué, et tente de postuler à l'Université des arts de Tokyo comme son choix d'université.

## Personnages
Yatora Yaguchi (矢口 八虎, Yaguchi Yatora)
Voix japonaise : Hiromu Mineta (en), voix française : Gabriel Bismuth-Bienaimé
C'est un lycéen ouvert d'esprit, sociable et qui fait preuve d'une grande volonté pour atteindre ses objectifs. Il décide d'étudier les Beaux-Arts lorsqu'il découvre que la peinture l'a amené à être honnête avec lui-même.
Ryuji (Yuka) Ayukawa (鮎川 龍二, Ayukawa Ryūji)
Voix japonaise : Yumiri Hanamori (en), voix française : Sara Chambin
C'est elle qui arrive à convaincre Yaguchi de rejoindre le club de peinture du lycée. C’est une personne à l’identité de genre ambiguë bien qu’elle ai tendance à se genrer au féminin et s’habiller de manière féminine. Elle est très populaire auprès des filles. Elle a une personnalité énergique et a confiance en elle, mais elle est très instable à cause du refus de ses parents de la laisser étudier l'art et de comprendre son identité. Elle se spécialise dans la peinture japonaise sous l'influence de sa grand-mère, le seul membre de la famille qui la comprend.
Yotasuke Takahashi (高橋 世田介, Takahashi Yotasuke)
Voix japonaise : Daiki Yamashita, voix française : Alexandre De Caro
Le principal rival et ami de Yatora, il a un talent inné pour la peinture : les deux personnages se rencontrent pour la première fois lors d'un cours d'art pour préparer l'examen d'entrée. C'est un jeune homme solitaire, qui a mauvais caractère et qui dit toujours ce qu'il pense sans tenir compte des conséquences. Il fait preuve d'une énorme confiance en ses capacités artistiques, à tel point qu'il ne croit pas être bon pour autre chose. C'est pourquoi il ne supporte pas Yatora, dont il pense qu'il pourrait étudier autre chose que l'art, mais finit par reconnaître ses progrès.
Haruka Hashida (橋田悠, Hashida Haruka)
Voix japonaise : Kengo Kawanishi, voix française : Yoann Borg
Maki Kuwana (桑名マキ, Kuwana Maki)
Voix japonaise : Yume Miyamoto (en), voix française : Tiffanie Jamesse
Maru Mori (森まる, Mori Maru)
Voix japonaise : Mayu Aoyagi, voix française : Cécile Vigne
Masako Saeki (佐伯昌子, Saeki Masako)
Voix japonaise : Fumi Hirano, voix française : Valérie Nosrée
Sumida (純田)
Voix japonaise : Masaya Fukunishi
Koigakubo (恋ケ窪)
Voix japonaise : Shinichiro Kamio
Utashima (歌島)
Voix japonaise : Tatsumaru Tachibana, voix française : Benjamin Bollen
Umino (海野)
Voix japonaise : Mika Hiratsuka
Shirai (白井)
Voix japonaise : Ikumi Hasegawa (en)
Shirota (城田)
Voix japonaise : Yuna Nemoto
Yamamoto (山本)
Voix japonaise : Aoi Koga, voix française : Caroline Combes
Mayu Oba (大葉真由, Ōba Mayu)
Voix japonaise : Yuki Kazu, voix française : Charlotte Correa
Sae Okada (岡田さえ, Okada Sae)
Voix japonaise : Emiri Suyama, voix française : Caroline Combes
Takuro Ishii (石井啄郎, Ishii Takurō)
Voix japonaise : Taishi Murata (en)
Hanako Sakuraba (桜庭華子, Sakuraba Hanako)
Voix japonaise : Saori Ōnishi (en)

## Manga
Blue Period est scénarisé et dessiné par Tsubasa Yamaguchi. La série débute sa prépublication dans le numéro d'août 2017 du magazine Monthly Afternoon sorti le 24 juin 2017. L'éditeur Kōdansha publie les chapitres en tankōbon avec un premier volume sorti le 22 décembre 2017. Dix-sept volumes sont sortis au 22 mai 2025. La version française est publiée par Pika Édition avec un premier volume sorti le 20 janvier 2021.

### Liste des volumes
| no | Japonais          | Japonais                                                                  | Français          | Français                                                                  |
| no | Date de sortie    | ISBN                                                                      | Date de sortie    | ISBN                                                                      |
| --- | ----------------- | ------------------------------------------------------------------------- | ----------------- | ------------------------------------------------------------------------- |
| 1 | 22 décembre 2017  | 978-4-06-510586-3                                                         | 20 janvier 2021   | 978-2-8116-4538-0                                                         |
| Liste des chapitres : - Pinceau 1 : J'ai succombé au plaisir de peindre (絵を描く悦びに目覚めてみた, E o Kaku Yorokobi ni Mezemetemita) - Pinceau 2 : Du temps qui a du sens (有意義な時間, Yuui Gina Jikan) - Pinceau 3 : T'as pas du tout bronzé (全然焼けてねえ, Zenzen Yaketenē) - Pinceau 4 : C'est clairement un génie (マジ神じゃない, Maji Kami Jānai) |                   |                                                                           |                   |                                                                           |
| 2 | 23 mars 2018      | 978-4-06-511124-6                                                         | 17 mars 2021      | 978-2-8116-6028-4                                                         |
| Liste des chapitres : - Pinceau 5 : Prépa d'art of the dead (予備校ビュー•オブ•ザ•デット, Yobikō debyū obu za detto) - Pinceau 6 : En fait, t'es naïf (逆にピュアかッ, Gaku ni Pīa Ka) - Pinceau 7 : Vers où on va ? (我々はどこへ行いくの, Wareware wa Doko e Ikunoka) - Pinceau 8 : Œuvre formatée (受験絵画, Jūken Kaiga) |                   |                                                                           |                   |                                                                           |
| 3 | 23 août 2018      | 978-4-06-512336-2                                                         | 26 mai 2021       | 978-2-8116-6097-0                                                         |
| Liste des chapitres : - Pinceau 9 : Je comprends le sujet, mais j'y arrive pas (課題が見えてもどうしようもねぇ, Kadai ga Miete mo Dōshiyō Monē) - Pinceau 10 : Impossible d'exprimer ce que je veux (言いたいことも言えないこんな絵じゃ, Iitai Koto mo Ienai Kon'na E ja) - Pinceau 11 : Enfin des compliments ! (褒められが発生しました, Homerarega Hasseishimashita) - Pinceau 12 : Hyper prétentieux (イキリ乙, Ikiriotsu) |                   |                                                                           |                   |                                                                           |
| 4 | 22 février 2019   | 978-4-06-514484-8                                                         | 15 juillet 2021   | 978-2-8116-6098-7                                                         |
| Liste des chapitres : - Pinceau 13 : C'est le stress total (メンブレ半端ないって, Menbure Hanpa Naitte) - Pinceau 14 : La force de s'amuser (楽たのしんじゃうカ, Tanoshin Jau ka) - Pinceau 15 : La première épreuve commence (1次試験開始, Ichiji Shiken Kaishi) - Pinceau 16 : Cerveau en ébullition (脳汁ブシャー, Nō-jiru Bushā) |                   |                                                                           |                   |                                                                           |
| 5 | 21 juin 2019      | 978-4-06-515958-3                                                         | 6 octobre 2021    | 978-2-81-166099-4                                                         |
| Liste des chapitres : - Pinceau 17 : T'as un grain (ほんまにキモいわ, Honma ni Kimo iwa) - Pinceau 18 : Le couteau hésitant (さまようナイフ, Samayō Naifu) - Pinceau 19 : Ça te ressemble pas (らしくねーよ, Rashiku nē yo) - Pinceau 20 : Notre couleur bleue (俺たちの青い色, Oretachi no Aoi iro) - Pinceau 21 : Un ennemi inattendu : l'attaque (まざかの敵、襲来, Ma Zaka no Teki, Shūrai) - Pinceau spécial : Le déjeuner des élèves de prépa |                   |                                                                           |                   |                                                                           |
| 6 | 22 novembre 2019  | 978-4-06-517512-5                                                         | 17 novembre 2021  | 978-2-8116-6100-7                                                         |
| Liste des chapitres : - Pinceau 22 : La deuxième épreuve commence (2次試験開始, Niji Shiken Kaishi) - Pinceau 23 : La deuxième épreuve commence vraiment maintenant (こっから2次試験開始, Kokkara Niji Shiken Kaishi) - Pinceau 24 : Je commence à prendre des couleurs (色づき始めた自分, Irodzuki Hajimeta Jibun) - Pinceau 25 : Aucun regret (後悔はない, Kōkai wa nai) |                   |                                                                           |                   |                                                                           |
| 7 | 23 mars 2020      | 978-4-06-518889-7                                                         | 19 janvier 2022   | 978-2-8116-6101-4                                                         |
| Liste des chapitres : - Pinceau 26 : La vie à Geidai : Jour 1 (藝大ライフ1日目, Gedai Raifu Ichinichi me) - Pinceau 27 : Baptême (洗礼, Senrei) - Pinceau 28 : Aïe ! (ガツーン, Gatsūn) - Pinceau 29 : En fait, j'ai rien ? (俺、なくね?, Ore, nakune?) |                   |                                                                           |                   |                                                                           |
| 8 | 23 septembre 2020 | 978-4-06-520727-7 (édition standard) 978-4-06-520725-3 (édition spéciale) | 16 mars 2022      | 978-2-8116-6806-8 (édition standard) 978-2-8116-6864-8 (édition spéciale) |
| Extra : L'édition spéciale de ce volume est comprise avec un mini livret d'art.Liste des chapitres : - Pinceau 30 : Il ne faut pas faire le difficile (食わず嫌いアカン, Kuwazugirai Akan) - Pinceau 31 : Shibuya ne s'est pas fait en un jour (渋谷は一日にしてならず, Shibuya Hitoichi ni Shite Narazu) - Pinceau 32 : Préparatifs pour le festival (祭りの準備開始, Matsurinojunbi Kaishi) - Pinceau 33 : Esprit d'abnégation (ジコギセイ精神, Jikogisei Seishin) - Pinceau spécial : Un stage délicieux |                   |                                                                           |                   |                                                                           |
| 9 | 21 janvier 2021   | 978-4-06-521994-2                                                         | 18 mai 2022       | 978-2-8116-6977-5                                                         |
| Liste des chapitres : - Pinceau 34 : C'est le signe d'un événement joyeux (これは慶事の前触れだ, Kore wa keiji no maebureda) - Pinceau 35 : L'été a filé sans que je dessine quoi que ce soit (何も描けなくて…夏, Nani mo Egake Nakute…Natsu) - Pinceau 36 : Hello World! (ハロー！ワールド, Harō! Wārudo!) - Pinceau 37 : La Vénus en armure (鎧を着たヴィーナス, Yoroiwokita Vuīnasu) - Pinceau 38 : Le talent et le travail acharné (才能と努力, Sainō to doryoku) |                   |                                                                           |                   |                                                                           |
| 10 | 21 mai 2021       | 978-4-06-523175-3                                                         | 13 juillet 2022   | 978-2-8116-7063-4                                                         |
| Liste des chapitres : - Pinceau 39 : De mal en pis (踏まれたり蹴られたり, Fumaretari Keraretari) - Pinceau 40 : Je réalise que mes compétences qui mettent le doigt sur les défauts de mon pote sont beaucoup trop balèzes (気がついたら友達の地雷を踏んでいる俺のスキルが優秀すぎる, Kigatsuitara Tomodachi no Jirai o Fundeiru Ore no Sukiru ga Yūshū Sugiru) - Pinceau 41 : Je réalise que les compétences de mon pote qui mettent le doigt sur mes défauts sont beaucoup trop balèzes (気がついたら俺の地雷踏ふんでいる友達のスキルが優秀すぎる, Kigatsuitara Ore no Jirai o Fundeiru Tomodachi no Sukiru ga Yūshū Sugiru) - Pinceau 42 : Les tableaux ne mentent pas (絵は嘘をつかない, E wa Uso o Tsukanai)                                              |                   |                                                                           |                   |                                                                           |
| 11 | 22 septembre 2021 | 978-4-06-524669-6 (édition standard) 978-4-06-524977-2 (édition limitée)  | 21 septembre 2022 | 978-2-8116-7117-4                                                         |
| Liste des chapitres : - Pinceau 43 : Pourquoi ? Pourquoi ? (なんでなんでなんで, Nande Nande Nande) - Pinceau 44 : Est-ce que je peux d'abord me réévaluer ? (とりあえず自分を見盾させてもらっていいですか, Toriaezu Jibun o Mitate Sasete Moratte īdesu ka) - Pinceau 45 : J'aimerais continuer à aimer ça toute ma vie (ずっと好きでいさせてください, Zutto Sukide Isasete kudasai) - Pinceau 46 : Une certaine élève de primaire cherche à être heureuse en travaillant dur (とある小学生は努力して幸せになりたい, Toaru Shōgakusei wa Doryoku Shite Shiawase ni Naritai) - Pinceau 47 : La pointe tremblante du pinceau (ゆれる筆先, Yureru Fudesaki) |                   |                                                                           |                   |                                                                           |
| 12 | 23 mai 2022       | 978-4-06-527418-7                                                         | 16 novembre 2022  | 978-2-8116-7371-0                                                         |
| Liste des chapitres : - Pinceau 48 : "Je n'aime pas les spaghettis napolitains" (嫌いな食べ物はナポリタン, Kirai na Tabemono wa Naporitan) - Pinceau 49 : Y a-t-il un site de soluces pour sortir du cercle infernal du désarroi ? (悩みのデスループをクリアできる攻略サイトどこですか, Nayami no Desu Rūpu o Kuria dekiru Kōryaku Saito Doko desu ka) - Pinceau 50 : Le genre qui retrouve son sang-froid quand ça commence à chauffer (熱にあてられると逆に冷静になっちゃうアレ, Netsu ni Aterareruto Gyaku ni Reisei ni Nacchau Are) - Pinceau 51 : Errance 2.0 pack étudiant (迷走2.0アカデミーパック, Meisō 2.0 Akademī Pakku) - Pinceau 52 : Quand les fondations s'effondrent, je m'enlise direct (地盤が弱るとすぐ沼る, Jiban ga Yowaruto Sugu Numaru) |                   |                                                                           |                   |                                                                           |
| 13 | 22 novembre 2022  | 978-4-06-529730-8                                                         | 14 juin 2023      | 978-2-8116-8137-1                                                         |
| Liste des chapitres : - Pinceau 53 : Ce qui est "juste" existe-t-il vraiment ? (＂正しさ＂って実際あんの？, "Tadashi-sa" tte Jissai an no?) - Pinceau 54 : Ce jeu est beaucoup trop hardcore (鬼畜ゲーすぎんだろ, Kichiku gē Sugi ndaro) - Pinceau 55 : Les vacances d'été (version tout public) 1 (夏休み（全年齢版）1, Natsuyasumi (zen nenrei-ban) 1) - Pinceau 56 : Les vacances d'été (version tout public) 2 (夏休み（全年齢版）2, Natsuyasumi (zen nenrei-ban) 2) |                   |                                                                           |                   |                                                                           |
| 14 | 21 juillet 2023   | 978-4-06-531943-7                                                         | 21 février 2024   | 978-2-8116-8478-5                                                         |
| Liste des chapitres : - Pinceau 57 : Les vacances d'été (version tout public) 3 (夏休み（全年齢版）3, Natsuyasumi (zen nenrei-ban) 3) - Pinceau 58 : Les vacances d'été (version tout public) 4 (夏休み（全年齢版）4, Natsuyasumi (zen nenrei-ban) 4) - Pinceau 59 : Les vacances d'été (version tout public) 5 (夏休み（全年齢版）5, Natsuyasumi (zen nenrei-ban) 5) - Pinceau 60 : Les vacances d'été (version tout public) 6 (夏休み（全年齢版）6, Natsuyasumi (zen nenrei-ban) 6) - Pinceau 61 : Les vacances d'été (version tout public) 7 (夏休み（全年齢版）7, Natsuyasumi (zen nenrei-ban) 7) |                   |                                                                           |                   |                                                                           |
| 15 | 22 novembre 2023  | 978-4-06-533571-0                                                         | 16 octobre 2024   | 978-2-8116-9361-9                                                         |
| Liste des chapitres : - Pinceau 62 : Les vacances d'été (version tout public) 8 (夏休み（全年齢版）8, Natsuyasumi (zen nenrei-ban) 8) - Pinceau 63 : Les vacances d'été (version tout public) 9 (夏休み（全年齢版）9, Natsuyasumi (zen nenrei-ban) 9) - Pinceau 64 : Les vacances d'été (version tout public) 10 (夏休み（全年齢版）10, Natsuyasumi (zen nenrei-ban) 10) - Pinceau 65 : Les vacances d'été (version tout public) 11 (夏休み（全年齢版）11, Natsuyasumi (zen nenrei-ban) 11) |                   |                                                                           |                   |                                                                           |
| 16 | 21 novembre 2024  | 978-4-06-537474-0                                                         | 21 mai 2025       | 978-2-8116-9603-0                                                         |
| Liste des chapitres : - Pinceau 66 : コンクールに入賞したら人生にログインしました。 (Konkūru ni Nyūshō Shitara Jinsei ni Roguin Shimashita.) - Pinceau 67 : Chemical reaction - Pinceau 68 : 夜に足掻く (Yoru ni Agaku) - Pinceau 69 : ほうれんそう大事！ (Hōrensō Daiji!) - Pinceau 70 : エアイズム (Earizumu) |                   |                                                                           |                   |                                                                           |
| 17 | 22 mai 2025       | 978-4-06-539411-3                                                         |                   |                                                                           |
| Liste des chapitres : - Pinceau 71 : 歌舞伎町育成日記完 (Kabukichō Ikusei Nikki kan) - Pinceau 72 : お・か・ゆの精神 (O ka yu no seishin) - Pinceau 73 : 再会は何かの始まり (Saikai wa Nanika no Hajimari) - Pinceau 74 : あつまれ美術部の森 (Atsumare Bijutsu-bu no Mori) - Pinceau 75 : あの人とはパラレル (Ano Hito to wa Parareru) |                   |                                                                           |                   |                                                                           |
| — |                   |                                                                           |                   |                                                                           |
| Liste des chapitres : - Pinceau 76 : 途方に暮れる感情 (Tohōnikureru Kanjō) - Pinceau 77 : Milestone - Pinceau 78 : 抜け殻に咲く (Nukegara ni Saku) |                   |                                                                           |                   |                                                                           |

## Anime
Une adaptation en anime est annoncée le 19 janvier 2021. La série est animée par le studio Seven Arcs et réalisée par Koji Masunari en tant que réalisateur en chef et Katsuya Asano, avec Reiko Yoshida en tant que scénariste. Tomoyuki Shitaya s'occupant du design des personnages et Ippei Inoue composant la musique de la série. Deux vidéos promotionnelles sont parus le 27 avril 2021 et le 24 septembre 2021,. La série est diffusée entre le 2 octobre 2021 et le 18 décembre 2021 sur Netflix, MBS, TBS et d'autre chaînes au Japon. Au niveau international, Netflix diffuse la série depuis le 9 octobre 2021.
Omoinotake interprète le générique de début intitulé EVERBLUE, tandis que Mol-74 interprète le générique de fin intitulé Replica.

### Liste des épisodes
| No                       | Titre français                                | Titre japonais                   | Titre japonais                     | Date de 1re diffusion |
| No                       | Titre français                                | Kanji                            | Rōmaji                             | Date de 1re diffusion |
| ------------------------ | --------------------------------------------- | -------------------------------- | ---------------------------------- | --------------------- |
| 1                        | J'ai succombé au plaisir de peindre           | 絵を描く悦びに目覚めてみた       | E o kaku yorokobi ni mezamete mita | 2 octobre 2021        |
| [Chapitres 1-2] -        |                                               |                                  |                                    |                       |
| 2                        | Il n'a pas bronzé du tout                     | 全然焼けてねえ                   | Zenzen yakete nē                   | 9 octobre 2021        |
| [Chapitres 3-4] -        |                                               |                                  |                                    |                       |
| 3                        | La Prépa De La Mort                           | 予備校デビュー・オブ・ザ・デッド | Yobikō debyū obu za deddo          | 16 octobre 2021       |
| [Chapitres 5-6-7] -      |                                               |                                  |                                    |                       |
| 4                        | Vers où on va ?                               | 我々はどこへ行くのか             | Wareware wa doko e iku no ka       | 23 octobre 2021       |
| [Chapitres 7-8] -        |                                               |                                  |                                    |                       |
| 5                        | Je comprends le sujet, mais je n'y arrive pas | 課題が見えてもどうしようもねぇ   | Kadai ga miete mo dō shiyō mo nē   | 30 octobre 2021       |
| [Chapitres 9-10-11-12] - |                                               |                                  |                                    |                       |
| 6                        | Grosses dépressions nerveuses                 | メンブレ半端ないって             | Menbure hanpa naitte               | 6 novembre 2021       |
| [Chapitres 12-13] -      |                                               |                                  |                                    |                       |
| 7                        | Le début du premier examen                    | 1次試験開始                      | Ichiji shiken kaishi               | 13 novembre 2021      |
| [Chapitres 14-15] -      |                                               |                                  |                                    |                       |
| 8                        | Remue-méninges                                | 脳汁ブシャー                     | Nōjiru bushā                       | 20 novembre 2021      |
| [Chapitres 16-17] -      |                                               |                                  |                                    |                       |
| 9                        | Lame errante                                  | さまようナイフ                   | Samayou naifu                      | 27 novembre 2021      |
| [Chapitres 18-19] -      |                                               |                                  |                                    |                       |
| 10                       | Notre couleur bleue                           | 俺たちの青い色                   | Oretachi no aoi iro                | 4 décembre 2021       |
| [Chapitres 20-21] -      |                                               |                                  |                                    |                       |
| 11                       | Le début du deuxième examen                   | ２次試験開始                     | Niji shiken kaishi                 | 11 décembre 2021      |
| [Chapitres 21-22] -      |                                               |                                  |                                    |                       |
| 12                       | Le début des teintes                          | 色づき始めた自分                 | Irozuki hajimeta jibun             | 18 décembre 2021      |
| [Chapitres 24-25]        |                                               |                                  |                                    |                       |

## Réception
La série a reçu plusieurs distinctions dont le Grand prix du manga 2020 et le Prix du manga Kōdansha 2020 dans la catégorie « Général », et a été sélectionnée pour le Prix culturel Osamu Tezuka 2020.
En novembre 2021, plus de 4,5 millions de tomes sont en circulation au Japon.

### Annotations
1. ↑  Les titres français de l'adaptation en anime proviennent de Netflix.
2. ↑  Date de diffusion à la TV japonaise.

### Œuvres
Édition japonaise
1. 1 2 3  (ja) « ブルーピリオド（１７） », sur Kōdansha (consulté le 20 juin 2025)
2. 1 2  (ja) « ブルーピリオド（１） », sur Kōdansha (consulté le 18 mars 2021)
3. 1 2  (ja) « ブルーピリオド（２） », sur Kōdansha (consulté le 18 mars 2021)
4. 1 2  (ja) « ブルーピリオド（３） », sur Kōdansha (consulté le 18 mars 2021)
5. 1 2  (ja) « ブルーピリオド（４） », sur Kōdansha (consulté le 18 mars 2021)
6. 1 2  (ja) « ブルーピリオド（５） », sur Kōdansha (consulté le 18 mars 2021)
7. 1 2  (ja) « ブルーピリオド（６） », sur Kōdansha (consulté le 18 mars 2021)
8. 1 2  (ja) « ブルーピリオド（７） », sur Kōdansha (consulté le 18 mars 2021)
9. 1 2  (ja) « ブルーピリオド（８） », sur Kōdansha (consulté le 18 mars 2021)
10. ↑  (ja) « ブルーピリオド（８）特装版 », sur Kōdansha (consulté le 18 mars 2021)
11. 1 2  (ja) « ブルーピリオド（９） », sur Kōdansha (consulté le 18 mars 2021)
12. 1 2  (ja) « ブルーピリオド（１０） », sur Kōdansha (consulté le 18 mars 2021)
13. 1 2  (ja) « ブルーピリオド（１１） », sur Kōdansha (consulté le 3 octobre 2021)
14. ↑  (ja) « ブルーピリオド（１１）特装版 », sur Kōdansha (consulté le 3 octobre 2021)
15. 1 2  (ja) « ブルーピリオド（１２） », sur Kōdansha (consulté le 22 avril 2022)
16. 1 2  (ja) « ブルーピリオド（１３） », sur Kōdansha (consulté le 29 novembre 2022)
17. 1 2  (ja) « ブルーピリオド（１４） », sur Kōdansha (consulté le 26 juin 2023)
18. 1 2  (ja) « ブルーピリオド（１５） », sur Kōdansha (consulté le 5 novembre 2023)
19. 1 2  (ja) « ブルーピリオド（１６） », sur Kōdansha (consulté le 22 octobre 2024)

Édition française
1. 1 2  (fr) « Blue Period T01 », sur Pika Édition (consulté le 18 mars 2021)
2. 1 2  (fr) « Blue Period T02 », sur Pika Édition (consulté le 18 mars 2021)
3. 1 2  (fr) « Blue Period T03 », sur Pika Édition (consulté le 18 mars 2021)
4. 1 2  (fr) « Blue Period T04 », sur Pika Édition (consulté le 26 mai 2021)
5. 1 2  (fr) « Blue Period T05 », sur Pika Édition (consulté le 26 mai 2021)
6. 1 2  (fr) « Blue Period T06 », sur Pika Édition (consulté le 20 juillet 2021)
7. 1 2  (fr) « Blue Period T07 », sur Pika Édition (consulté le 21 octobre 2021)
8. 1 2  (fr) « Blue Period T08 », sur Pika Édition (consulté le 6 décembre 2021)
9. 1 2  (fr) « Blue Period T09 », sur Pika Édition (consulté le 16 février 2022)
10. 1 2  (fr) « Blue Period T10 », sur Pika Édition (consulté le 8 avril 2022)
11. 1 2  (fr) « Blue Period T11 », sur Pika Édition (consulté le 13 juillet 2022)
12. 1 2  (fr) « Blue Period T12 », sur Pika Édition (consulté le 13 juillet 2022)
13. 1 2  (fr) « Blue Period T13 », sur Pika Édition (consulté le 27 février 2023)
14. 1 2  (fr) « Blue Period T14 », sur Pika Édition (consulté le 5 novembre 2023)
15. 1 2  (fr) « Blue Period T15 », sur Pika Édition (consulté le 22 octobre 2024)
16. 1 2  (fr) « Blue Period T16 », sur Pika Édition (consulté le 22 octobre 2024)